# Киевци
Кѝевци е село в Северна България. То се намира в община Габрово, област Габрово.

## География
Село Киевци се намира на около 3 km северозападно от центъра на град Габрово. Разположено е северно край второкласния републикански път II-44 (Севлиево – Габрово), западно от габровския квартал Русевци.

## История
През 1995 г. дотогавашното населено място колиби Киевци придобива статута на село.
Изпълнителната власт в село Киевци към 2021 г. се упражнява от кметски наместник.
Тук има запазен римски път.

## Население
Населението на село Киевци наброява 95 души при преброяването към 1934 г. и намалява до 48 към 1975 г., нараства до 133 души (по текущата демографска статистика за населението) към 2019 г.

Преброяване на населението през 2011 г.
Численост и дял на етническите групи според преброяването на населението през 2011 г.:
|                     | Численост | Дял (в %) |
| Общо                | 132       | 100,00    |
| Българи             | 126       | 95,45     |
| Турци               | 0         | 0,00      |
| Цигани              | 0         | 0,00      |
| Други               | 0         | 0,00      |
| Не се самоопределят | ш         | 0,00      |
| Неотговорили        | 5         | 3,78      |